# 33905 Leyajoykutty
33905 Leyajoykutty este o planetă minoră (asteroid), cu un diametru de 2,037 km, din centura de asteroizi. A fost descoperită pe 27 mai 2000 la Experimental Test Site⁠(d) de Lincoln Near-Earth Asteroid Research. 
Obiectul prezintă o orbită caracterizată de o semiaxă mare de 2,3512005 UAi, o excentricitate de 0,05, o înclinație de 6,16271 ° în raport cu ecliptica.